# اوبرمایتینگن
اوبرمایتینگن (به آلمانی: Obermeitingen) یک شهر در آلمان است که در بایرن واقع شده‌است.

## خصوصیات
اوبرمایتینگن ۹٫۹۳ کیلومترمربع مساحت دارد ۵۷۵ متر بالاتر از سطح دریا واقع شده‌است.